# José Atarés
José Atarés Martínez (El Vallecillo, 2 de agosto de 1960 –Zaragoza, 26 de septiembre de 2013) fue un político español. Fue alcalde de Zaragoza entre abril de 2000 y junio de 2003.

## Biografía

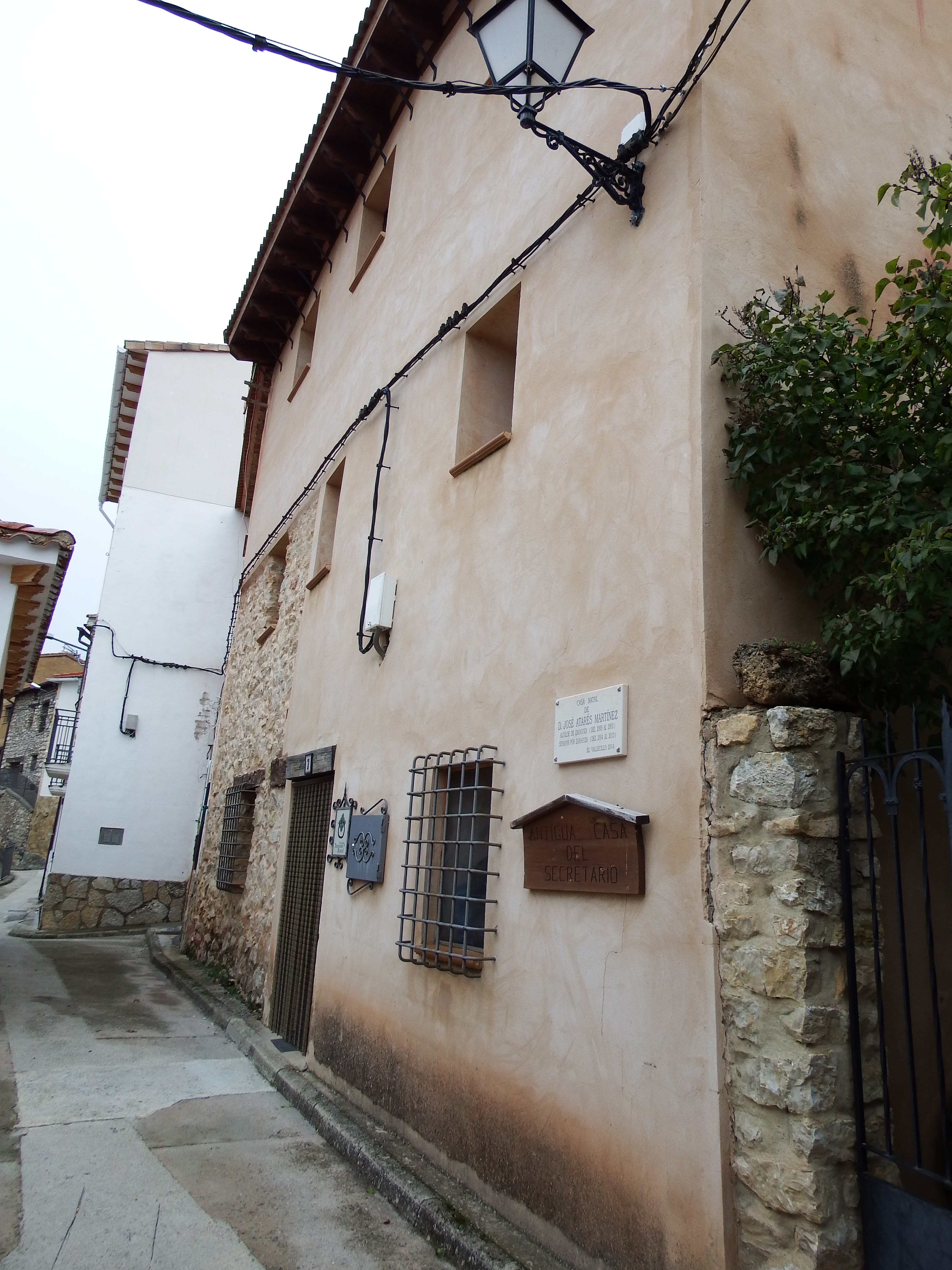
Casa natal de José Atarés Martínez en El Vallecillo, Teruel

Su padre fue administrador de fincas y estaba llamado a continuar la tradición familiar.
Licenciado en Derecho y Diploma de Estudios Avanzados en Derecho de Empresa por la Universidad de Zaragoza. Ejerció de abogado, agente de la Propiedad Inmobiliaria, administrador de Fincas y Mediador de Seguros.
De joven militó en las juventudes del extinto Partido Socialista de Aragón (PSA).
Hacia mediados de los años 80 se afilió a Alianza Popular (posteriormente  Partido Popular (PP)) en la misma hornada que Emilio Gomáriz y apadrinado por José Ignacio Senao.
Fue presidente provincial del Partido Popular de Zaragoza desde 1993 hasta 2004, entre otros cargos en el Comité Ejecutivo Regional (secretario de Organización). Era miembro de la Junta Directiva Nacional del Partido Popular, y de sus comités en Aragón y Zaragoza.
Inició su andadura política en el consistorio zaragozano en 1991, como concejal. Entre 1995 y 2000 fue teniente de alcalde.
El 5 de abril de 2000 José María Aznar designó como presidenta del Congreso de los Diputados a la entonces alcaldesa de Zaragoza Luisa Fernanda Rudi. Entonces José Atarés accedió a la alcaldía de Zaragoza.
Ideó la expansión de la ciudad hacia el sur, la creación de la ciudad digital y la recuperación de las riberas del Ebro. Moderó la austeridad y el ajuste de su predecesora.
Atarés se encontró en su mandato con las protestas más multitudinarias contra el trasvase del Ebro, proyecto que apoyaba su partido. Y aunque amagó con salir en una de ellas, en la cabecera y arropado por los partidos que secundaban la protesta, tuvo que retirarse ante el abucheo de parte de los asistentes.
Fue amenazado por el mismo comando de ETA que un año después asesinaría al presidente del PP aragonés, Manuel Giménez Abad, en 2001.
En las elecciones municipales del 25 de mayo del años 2003, Juan Alberto Belloch resultó elegido Alcalde de la capital aragonesa tras ganar las elecciones con 114.952 votos (33,90%) y 12 concejales del PSOE-Aragón frente a 110.747 votos (32,66%) y 11 concejales del PP de Aragón. Tras pactar con Chunta Aragonesista que consiguió 62.211 votos (18,34%) y 6 concejales, el PSOE-Aragón alcanzó la mayoría absoluta en la primera votación del consistorio zaragozano. En la oposición quedaron el PP de Aragón y el Partido Aragonés.
Permaneció como alcalde hasta el 14 de junio de 2003.
El 16 de diciembre de 2004, le fue concedida la organización a Zaragoza de la Exposición Internacional en 2008. La candidatura fue impulsada y apoyada por José Atarés durante su mandato como alcalde. Su sucesor en la alcaldía, Juan Alberto Belloch, siempre reconoció la importancia de la visión de Atarés en la realización del evento.
En 2007 disputó el liderazgo del PP en Aragón a Gustavo Alcalde, que había asumido la presidencia tras el asesinato de Manuel Giménez Abad. No recabó los apoyos suficientes y en el 2007 partió a Madrid, donde trabajó como senador.
Desde 2004 fue senador por la provincia de Zaragoza.
En el Senado de 2013 era presidente de la Comisión de Economía y Competitividad y vocal en la Comisión de Reglamento y en la Comisión Mixta para las Relaciones con el Tribunal de Cuentas.
Tuvo dos hijos con su esposa Cristina.
Fue diagnosticado de cáncer de colon y tras 30 meses de tratamiento falleció el 26 de septiembre de 2013.

## Homenajes

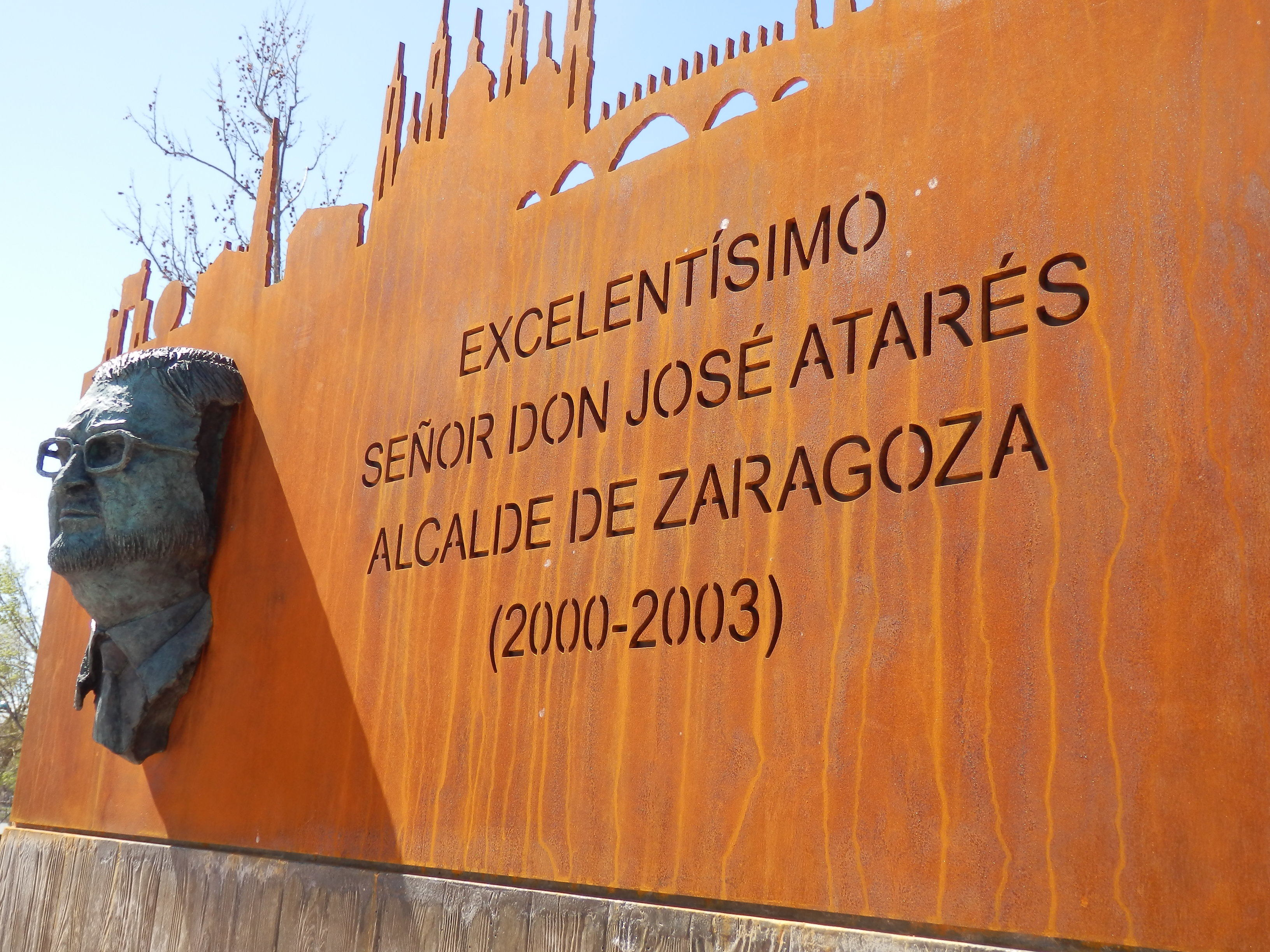
Monumento memorial a José Atarés en Zaragoza

En marzo de 2015 se descubrió el monumento a su memoria en la avenida José Atarés de Zaragoza.
Se ubicó el memorial en un punto desde el que se puede ver el Ayuntamiento en el que trabajó, la Basílica del Pilar que solía visitar y el recinto de la Expo 2008 que impulsó con su trabajo.
A la vez se cambió de nombre el tramo de la avenida de Ranillas entre el puente de la Almozara y la avenida de Pablo Picasso y pasó a llamarse avenida de José Atarés.

## Cargos públicos
- Concejal y portavoz del PP en el Ayuntamiento de Zaragoza (1991-1995).
- Teniente de alcalde del Ayuntamiento de Zaragoza (Economía y Hacienda, y Régimen Interior) y portavoz del PP (1995-1999 y 1999-2000).
- Alcalde de Zaragoza (2000-2003).
- Concejal (2003-2007) y portavoz (2003-2005) del PP en el Ayuntamiento de Zaragoza,
- Diputado y portavoz del PP de la Diputación Provincial de Zaragoza (1991-1995 y 1995-1999).
- Senador por la provincia de Zaragoza (2004-2013).